# Spiridon Danelis
Spiridon (Spiros) Danelis, gr. Σπύρος Δανέλλης (ur. 28 stycznia 1955 w Heraklionie) – grecki polityk i samorządowiec, deputowany krajowy, poseł do Parlamentu Europejskiego VII kadencji.

## Życiorys
W 1979 ukończył studia z zakresu architektury na Uniwersytecie Florenckim. Pracował w zawodzie architekta, był członkiem samorządu zawodowego. Od 1988 do 1990 pełnił funkcję wiceprezydenta greckiej izby technicznej. W latach 1990–1996 zajmował różne stanowiska w administracji terytorialnej.
W latach 1996–2000 zasiadał w Parlamencie Hellenów, reprezentując radykalnie lewicowe ugrupowanie Sinaspismos. Później do 2002 był wiceprzewodniczącym rady nadzorczej stowarzyszenia na rzecz nowoczesnego społeczeństwa. W 2002 został burmistrzem Limin Chersonisu, w 2006 uzyskał reelekcję na to stanowisko.
W wyborach w czerwcu 2009 kandydował bez powodzenia do Parlamentu Europejskiego z ramienia Panhelleńskiego Ruchu Socjalistycznego (PASOK). Mandat objął jednak w październiku tego samego roku po rezygnacji powołanego w skład rządu Jorgosa Papakonstandinu. Przystąpił do grupy socjalistycznej.
W styczniu 2015 uzyskał mandat posła do Parlamentu Hellenów z ramienia To Potami, utrzymał go także we wrześniu tego samego roku.